# Opuntia rufida
Opuntia rufida Engelm., 1856 è una pianta appartenente alla famiglia Cactaceae.